# 안나 테른헤임
안나 테른헤임(Anna Ternheim, 1978년 5월 31일 ~ )은 스웨덴의 싱어송라이터이다.